# Naft Masjed Soleyman Football Club
Il Naft Masjed Soleyman Football Club (in persiano باشگاه فوتبال نفت مسجدسلیمان‎), noto come Naft Masjed Soleyman, è una società calcistica iraniana di Masjed-e Soleyman, di proprietà della National Iranian South Oil Company (NISOC). Milita nella Lega Azadegan, la seconda divisione del campionato iraniano di calcio.
Fondato nel 1965, ha vinto un campionato iraniano di seconda divisione.
Disputa le partite casalinghe allo stadio Behnam Mohammadi di Masjed-e Soleyman, dotato di 8 000 posti a sedere.

## Storia
La squadra fu fondata nel 1965 con il nome di Football Club Corona Masjed Soleyman ed era composta da ingegneri iraniani, britannici e armeni che lavoravano per la National Iranian South Oil Company (NISOC). Nel 1973 ottenne il primo trofeo, vincendo la Coppa provinciale del Khūzestān. Dopo la rivoluzione iraniana, il Taj Masjed Soleyman, la squadra più popolare della città, fu sciolta e il Corona, che cambiò nome in Naft Masjed Soleyman Football Club, divenne il club più noto di Masjed-e Soleyman.
Nel 2010 la squadra, vincendo il campionato di terza serie, fu promossa in Lega Azadegan, la seconda serie del campionato iraniano di calcio. Nel 2013-2014 si piazzò seconda nel campionato cadetto con 12 vittorie e 7 pareggi e fu promossa nella Lega professionistica del Golfo persico, la massima divisione iraniana, divenendo la prima compagine di Masjed-e Soleyman a militare nella divisione di vertice del campionato nazionale.
Nel 2014 lo stadio Behnam Mohammadi fu ammodernato per rispettare i requisiti della massima divisione nazionale. Retrocesso in seconda serie nel 2014-2015, il club tornò in massima divisione al termine della stagione 2017-2018, vincendo nuovamente il campionato cadetto. Nel 2022-2023 retrocesse nuovamente in Lega Azadegan.

## Organico

### Rosa 2020-2021
Aggiornata al 29 luglio 2020.
| N. |                 | Ruolo | Calciatore            |
| -- | --------------- | ----- | --------------------- |
| 1  | Iran (bandiera) | P     | Ahmad Gouhari         |
| 2  | Iran (bandiera) | D     | Mojtaba Moghtadaei    |
| 3  | Iran (bandiera) | D     | Sirvan Ghorbani       |
| 4  | Iran (bandiera) | D     | Mostafa Naeijpour     |
| 5  | Iran (bandiera) | D     | Behrooz Norouzifard   |
| 6  | Iran (bandiera) | D     | Saeed Karimi U23      |
| 7  | Iran (bandiera) | C     | Abbas Bouazar         |
| 8  | Iran (bandiera) | C     | Sajjad Jafari U23     |
| 9  | Iran (bandiera) | C     | Farid Karimi          |
| 10 | Iran (bandiera) | A     | Abbas Asgari          |
| 11 | Iran (bandiera) | C     | Mohammad Bolboli U23  |
| 16 | Iran (bandiera) | A     | Mohammad Mehdi Ahmadi |

| N. |                 | Ruolo | Calciatore             |
| -- | --------------- | ----- | ---------------------- |
| 17 | Iran (bandiera) | C     | Farzin Kah Safar U23   |
| 18 | Iran (bandiera) | C     | Mohammad Mehdi Mohebi  |
| 21 | Iran (bandiera) | P     | Farhad Kermanshahi     |
| 23 | Iran (bandiera) | C     | Mehdi Tahmasebi U21    |
| 28 | Iran (bandiera) | C     | Nima Entezari U25      |
| 33 | Iran (bandiera) | D     | Meysam Tohidast        |
| 70 | Iran (bandiera) | A     | Mehdi Izadi            |
| 77 | Iran (bandiera) | A     | Sasan Hosseini         |
| 80 | Iran (bandiera) | A     | Mehdi Niyayesh Pour    |
| 88 | Iran (bandiera) | C     | Mehran Amiri           |
| 99 | Iran (bandiera) | C     | Mohammad Mashayekh     |
|    | Iran (bandiera) | A     | Amirhossein Bagherpour |

## Palmarès

### Competizioni nazionali
- Campionato iraniano di seconda divisione: 1

2017-2018

### Altri piazzamenti
- Campionato iraniano di seconda divisione:

secondo posto: 2013-2014
terzo posto: 2012-2013